# 藏費雷布古
藏費雷布古（法語：Zanférébougou），是馬里的城鎮，位於該國南部，由錫卡索區的錫卡索省負責管轄，面積68平方公里，海拔高度471米，2009年人口7,275，人口密度每平方公里110人。